# Толбот, Фрэнсис, 5-й граф Шрусбери
Фрэнсис Толбот, 5-й граф Шрусбери, 5-й граф Уотерфорд, 11-й барон Толбот (англ. Francis Talbot, 5th Earl of Shrewsbury, 5th Earl of Waterford, 11th Baron Talbot; ок. 1500 — 25 сентября 1560) — английский дворянин и военачальник, кавалер Ордена Подвязки.

## Биография
Старший сын Джорджа Толбота, 4-го графа Шрусбери (ок. 1468—1538), и леди Энн Гастингс (ок. 1471—1520), дочери Уильяма Гастингса, 1-го барона Гастингса.
26 июля 1538 года после смерти своего отца Фрэнсис Толбот унаследовал титулы 5-го графа Шрусбери, 5-го графа Уотерфорда, 11-го барона Толбота, 14-го барона Стрейнджа из Блэкмера и 10-го барона Фёрниволла, а также почетную должность 5-го лорда верховного стюарда Ирландии. Кроме того, он получил должность управляющего казначейством (1538—1560).
Несмотря на приверженность римско-католической вере, Толбот поддерживал политику короля Генриха VIII Тюдора и после роспуска монастырей получил от него во владение ряд земель, в том числе монастырь Уорксоп. Хотя он мало участвовал во внутренней политике, граф Шрусбери был могущественной фигурой на севере королевства. Он принимал участие во вторжении в Шотландию, которое завершилось битвой при Пинки (10 сентября 1547). В 1549 году Толбот был назначен председателем Совета Севера.
При короле Эдуарде VI (1547—1553) граф поддерживал англиканство, но его симпатии были на стороне католицизма. Несмотря на членство в Королевском совете, Толбот не проявлял активности во внутренней политики королевства. Некоторые из его коллег-советников опасались, что он может поднять запад королевства в пользу Марии Тюдор. В то время как он не возражал против провозглашения королевой леди Джейн Грей, он пытался убедить Королевский Совет, чтобы признать новой королевой Англии католичку Марию Тюдор. В награду Мария Тюдор включила Фрэнсиса Толбота в состав её совета.
В 1545 году граф стал кавалером Ордена Подвязки.
Скончался 25 сентября 1560 года в поместье Шеффилд (графство Йоркшир). Ему наследовал его старший, Джордж Толбот, 6-й граф Шрусбери.

## Семья
30 ноября 1523 года Фрэнсис Толбот женился на Мэри Дакр (1502—1538), четвертой дочери Томаса Дакра, 2-го барона Дакра из Гисленда, и Элизабет де Грейсток, 6-й баронессы Грейсток. У них было трое детей:
- Джордж Толбот, 6-й граф Шрусбери (1528 — 18 ноября 1590), преемник отца;
- Леди Энн Толбот (ок. 1524 — 3 февраля 1585), 1-й муж с 1542 года Джон Брей, 2-й барон Брей (ок. 1527—1557), 2-й муж с 1561 года Томас Уортон, 1-й барон Уортон[англ.] (1495—1568);
- Сэр Томас Толбот (ум. до 1560).

Вторично он женился на Грейс Шакерли (ум. 1558/1560), дочери Роберта Шакерли. В этом браке родился один сын, сэр Джон Толбот (1541).